# Игнатов, Александр Вячеславович
Алекса́ндр Вячесла́вович Игна́тов (р. 13 сентября 1979 г., Москва) — российский юрист, исполнительный директор общероссийской общественной организации «Российский общественный институт избирательного права» с марта 2007 года.
В 2001 году окончил юридический факультет Государственного университета по землеустройству.
В 2006 году защитил диссертацию на соискание учёной степени кандидата юридических наук по специальности конституционное и муниципальное право в Российском государственном социальном университетена тему «Конституционно-правовые аспекты федерального вмешательства в Российской Федерации».
До 2003 года — юрисконсульт коммерческой организации.
С августа 2003 года по март 2007 года — юрист Российского общественного института избирательного права (РОИИП).
С марта 2007 года — исполнительный директор Российского общественного института избирательного права.
Член Ассоциации юристов России, Координационного совета неправительственных организаций по защите избирательных прав граждан, Совета Ассоциации некоммерческих организаций по защите избирательных прав «Гражданский контроль». Член-корреспондент Российской Академии естественных наук. Эксперт по избирательному праву.
Член Общественной палаты города Москвы, заместитель руководителя Комиссии по безопасности, взаимодействию с правоохранительными органами и защите прав граждан.
Член Общественного научно-методического консультативного совета при Центральной избирательной комиссии Российской Федерации.
Осуществлял юридическое сопровождение избирательных кампаний разного уровня, являлся членом избирательных комиссий с правом совещательного голоса, представлял интересы участников избирательного процесса в судах, в том числе в Верховном Суде Российской Федерации, осуществлял юридическое сопровождение деятельности избирательных комиссий на основе гражданско-правовых договоров.
Являлся международным (иностранным) наблюдателем на выборах в иностранных государствах в составе миссий БДИПЧ ОБСЕ, СНГ, РОИИП и российских неправительственных организаций.
Принимал участие в семинарах для международных наблюдателей и консультантов МПА СНГ, семинарах и совещаниях ОБСЕ по вопросам выборов.
Привлекался к работе Комиссии Государственной Думы Федерального Собрания Российской Федерации третьего созыва по изучению практики применения избирательного законодательства при подготовке и проведении выборов и референдумов в Российской Федерации.
Автор более 50 опубликованных работ по вопросам избирательного права, федерализма и местного самоуправления, являлся руководителем и исполнителем научно-исследовательских работ, проведенных РОИИП. По запросам Конституционного суда Российской Федерации готовил экспертные заключения по делам о проверке конституционности избирательного законодательства.

## Награды
- Имеет благодарственное письмо Президента Российской Федерации, благодарности и благодарственные письма Центральной избирательной комиссии Российской Федерации, благодарности Общественной палаты Российской Федерации, благодарности Председателя Центральной избирательной комиссии Российской Федерации.
- Юбилейная медаль «МПА СНГ. 25 лет» (12 апреля 2018 года) — за заслуги в деле развития и укрепления парламентаризма, за вклад в развитие и совершенствование правовых основ функционирования Содружества Независимых Государств, укрепление международных связей и межпарламентского сотрудничества[13].